# طيور ركاضة
طيور رَكَّاضة أو طور مِهيرونغ أو طيور الرعد أو بط الشيطان (الاسم العلمي: Dromornithidae)، فصيلة طيور منقرضة. كانت عبارة عن مجموعة من الطيور الأسترالية الكبيرة التي لا تطير من العصر الأوليغوسيني من خلالالعصر الحديث الأقرب. جميعها منقرضة الآن. تم تصنيفها منذ فترة طويلة في النعامية، ولكن عادة ما تُصنف الآن على أنها دجاوزيات.